# Synagogue d'Erevan
La synagogue d'Erevan ou synagogue Mordechai Navi (en arménien : Մորդեխայ Նավի սինագոգ) est une synagogue localisée au 23 de la rue Nar-Dos dans le Kentron d'Erevan en Arménie. Elle a été ouverte en juin 2011.

## Présentation
La synagogue d'Everan est fondée en 2011 grâce au soutien financier de l'homme d'affaires David Galstian.
Elle est en 2017 le seul lieu de culte juif en Arménie. Elle est dirigée par le grand-rabbin de l'Arménie, Gershon Burstein.
Dans les années 2010, la population de confession juive est de l'ordre d'une centaine de personnes en Arménie. La communauté elle-même est représentée par Rima Varzhapetyan-Feller (en) depuis 1996.
Une attaque de la synagogue a lieu quelques jours avant les attentats du 7 octobre 2023 en Israël, revendiquée par le groupe des « Jeunes guerriers d’Arménie », accusant Israël et les Juifs du monde d'être « les ennemis du peuple arménien » et de soutenir l'Azerbaïdjan,,. 
Le 15 novembre suivant, deux tentatives d'incendie sont perpétrées sur la porte de la synagogue et d'un centre religieux juif toujours à Erevan,.